# Famiglia Getty
La famiglia Getty degli Stati Uniti deve la sua fortuna al commercio del petrolio nel XX secolo. Come famiglia coinvolta nel business del petrolio, i membri della famiglia Getty identificano George Franklin Getty e suo figlio Jean Paul Getty come loro patriarchi. La famiglia Getty è di ascendenze scozzesi-irlandesi di fede presbiteriana dal lignaggio patrilineare, i loro antenati erano emigrati verso il Nord America da Cullavmor, in quella che è l'attuale Contea di Londonderry.
George Getty (1855-1930) era un avvocato, che nel 1904 decise di puntare sul settore petrolifero, sarà poi il figlio Jean Paul Getty (1896-1976) a portare la società di famiglia ai vertici mondiali del settore.
Diversi membri della famiglia Getty sono inoltre vissuti in Inghilterra e almeno uno ha preso la cittadinanza britannica.

## Membri della famiglia
I membri della famiglia includono:
- George Getty (1855–1930), avvocato statunitense e padre di Jean Paul Getty, e sua moglie Sarah Catherine McPherson Risher (1853–1941)
  - Jean Paul Getty (1892–1976), ricco industriale statunitense e fondatore della Getty Oil, 5 matrimoni e 5 figli maschi
    - George Franklin Getty II (1924–1973), dalla prima moglie Jeanette Demont (1904-1986)

Dalla seconda moglie, Allene Gladys Ashby (1909-1970), non ebbe mai figli.
- -     - Jean Ronald Getty (1929-2009), dalla terza moglie Adolphine Helmle (1910-2009)
      - Christopher Ronald Getty (1965), figlio di Jean Ronald Getty, sposò Pia Miller nel 1992

    - Sir John Paul Getty Jr. (1932–2003), (anche noto come John Paul Getty II), dalla quarta moglie Ann Rork (1908-1988),
      - John Paul Getty III (1956–2011), figlio di Paul Getty e Abigail Harris
        - Balthazar Getty (1975), attore statunitense, figlio di John Paul Getty III

      - Aileen Getty (1957), figlia di Paul Getty e Abigail Harris
      - Mark Getty (1960), fondatore di Getty Images, figlio di Paul Getty e Abigail Harris
      - Ariadne Getty (1962), figlia di Paul Getty e Abigail Harris
      - Tara Getty (1968), figlio di Paul Getty e Talitha Pol

    - Gordon Getty (1934), dalla quarta moglie Ann Rork
    - Timothy Ware Getty (1946–1958), dalla quinta moglie Louise Dudley Lynch (1913-2017)